# 埃爾瑟爾
埃爾瑟爾（荷蘭語：Eersel）是荷蘭的一個市鎮，位於荷蘭南部，屬於北布拉班特省。埃爾瑟爾以其獨特的市場而著稱。

## 外部連結
- 维基共享资源上的相關多媒體資源：埃爾瑟爾
- Official website （页面存档备份，存于）
- Geschiedenis Eersel （页面存档备份，存于）